# Andrzej Jarosik
Andrzej Jarosik (26. listopadu 1944 Sosnovec – 23. dubna 2024 Saint-Mandrier-sur-Mer) byl polský fotbalista, útočník. V letech 1970 a 1971 byl nejlepším střelcem polské fotbalové ligy. 

## Fotbalová kariéra
Hrál v polské nejvyšší soutěži za Zagłębii Sosnowiec, nastoupil ve 265 ligových utkáních a dal 113 gólů. S týmem vyhrál dvakrát polský fotbalový pohár. V Poháru vítězů pohárů nastoupil ve 4 utkáních a dal 2 góly a v Poháru UEFA nastoupil ve 2 utkáních a dal 1 gól. Dále hrál Francii za RC Strasbourg Alsace, v Ligue 1 nastoupil v 17 utkáních a dal 3 góly. Kariéru končil ve francouzské Ligue 2 v týmu SC Toulon. Za reprezentaci Polska nastoupil v letech 1965–1972 ve 25 utkáních a dal 11 gólů. V roce 1972 byl členem vítězného polského týmu na olympiádě 1972, ale v utkání nenastoupil.

## Ligová bilance
| Ročník                | Zápasy | Góly | Klub                 |
| --------------------- | ------ | ---- | -------------------- |
| Ekstraklasa 1962      | –      | –    | Zagłębie Sosnowiec   |
| Ekstraklasa 1962/1963 | 2      | 1    | Zagłębie Sosnowiec   |
| Ekstraklasa 1963/1964 | 18     | 3    | Zagłębie Sosnowiec   |
| Ekstraklasa 1964/1965 | 26     | 16   | Zagłębie Sosnowiec   |
| Ekstraklasa 1965/1966 | 18     | 7    | Zagłębie Sosnowiec   |
| Ekstraklasa 1966/1967 | 24     | 15   | Zagłębie Sosnowiec   |
| Ekstraklasa 1967/1968 | 26     | 15   | Zagłębie Sosnowiec   |
| Ekstraklasa 1968/1969 | 25     | 5    | Zagłębie Sosnowiec   |
| Ekstraklasa 1969/1970 | 26     | 18   | Zagłębie Sosnowiec   |
| Ekstraklasa 1970/1971 | 26     | 13   | Zagłębie Sosnowiec   |
| Ekstraklasa 1971/1972 | 23     | 7    | Zagłębie Sosnowiec   |
| Ekstraklasa 1972/1973 | 26     | 11   | Zagłębie Sosnowiec   |
| Ekstraklasa 1973/1974 | 14     | 0    | Zagłębie Sosnowiec   |
| Ekstraklasa 1974/1975 | 11     | 2    | Zagłębie Sosnowiec   |
| Ligue 1 1975/1976     | 12     | 3    | RC Strasbourg Alsace |
| Ligue 1 1976/1977     | 3      | 0    | RC Strasbourg Alsace |
| Ligue 2 1977/1978     | 16     | 9    | SC Toulon            |
| CELKEM Ekstraklasa    | 265    | 113  |                      |
| CELKEM Ligue 1        | 17     | 3    |                      |